# مورن دو دپودره
مورن دو دپودره (به فرانسوی: Morne de Dépoudré) یک منطقهٔ مسکونی در فرانسه است که در سن بارتلمی در کارائیب واقع شده‌است.